# Градіхна Браніславович
Градіхна або Градіня (*д/н — 1143) — король Дуклі у 1131—1143 роках.

## Життєпис
Походив з династії Воїславовичів. Син дуклянського князя Браніслава. У 1114 році разом з братами втік до Діррахія, де був архонтом (намісником) стрийко Гоїслав. У 1118 році брав участь у поході візантійських військ проти Джорде, короля Дуклі, якого того ж року повалено. Королем став Грубеша, брат Градіхни.
У 1125 році разом з братом-королем виступив проти військ Джорде Бодіновича, що йшов з військами Рашки. після поразки у битві при Барі й загибелі Грубеші, Градіхна втік до Рашки. 1127 році після поразки Уроша I, великого жупана Рашки від військ Джорде, короля Дуклі, Градіхна втік до князівства Захумл'є.
З 1130 року разом з іншими Браніславовичами брав участь у війні за владу з королем Джорде, який зрештою зазнав поразки у 1131 році. При підтримці візантійців Градіхна став новим королем Дуклі.
У перші роки вимушений був налагоджувати відносини з Рашкою і Боснією, оскільки володарі останніх відмовилися визнати королівський титул Градіхни. Разом з тим спирався на союз із Візантією. Помер у 1143 році. Владу успадкував його син Радослав.